# Franck Madou
Franck Olivier Madou est un footballeur franco-ivoirien, né le 15 septembre 1987 à Marcory, quartier d'Abidjan. Il évolue au poste d'attaquant.

## Palmarès
Trophée UNSS en 2006